# UTOPIA 最後的世界大戰
《UTOPIA 最後的世界大戰》是由足塚不二雄（藤子不二雄）創作的日本科幻漫畫，於1953年出版。這部作品是藤子不二雄（即藤本弘和安孫子素雄）共同創作的第一部，也是最後一部以書本形式繪製的漫畫作品。全書共96頁，僅一卷。最初由鶴書房出版，其中還收錄了中島敏之的《覆面團》。

## 概要
該作品描繪了一個機械文明發展的未來，並提出了「機械」並不一定會給人類帶來和平的主題。由於這是在第二次世界大戰結束後不久創作的作品，因此其中充滿了對戰爭的批評以及對戰後重建的憧憬。在作品的核心「烏托邦」中，描述了人們被管理，叛徒被壓制和消滅的情節，從中也可以看出對管理社會的批評（反烏托邦）。
該作亦為合作作品。從高三春季開始創作，但在十月份停滯。在高中畢業後，憑藉手塚治虫的介紹，出版社邀請開始撰寫單行本，因此重新對漫畫開始了創作，其中大部分故事情節和結構都經過了改動。藤本弘專注於漫畫事業，並指揮了這部作品的創作，而當時還在報社工作的安孫子素雄則在晚上或週末幫忙撰寫劇本。
該漫畫的風格受到了當時兩位作者深受影響的手塚治虫的影響。作品中到處都可以看到藤子兩人後來作品風格和結構的原點。這部作品後來被提及為藤子的其他作品的主要素材。

## 故事大綱
20XX年，隨著第三次世界大戰接近尾聲，A國軍隊向S聯邦首都穆斯卡發動總攻。 陷入絕境的S聯邦計畫向A國投放終極武器「冰素炸彈」。 冰素的發明者堅決拒絕將其作為武器使用，但軍方卻強行推進。同時，A國試圖將一名反戰死刑犯男子關進冰素炸彈的防護所作為實驗對象。據說，只要向這個防護所照射放射線，就能逃避冰素的威脅。 然而，一個死刑犯的兒子被帶到了這個地方作為示眾，卻不慎跳進了防護所。A國軍方輕敵，沒有將這次實驗考慮在內，但最終冰素炸彈被投放，城市和人們瞬間被冰凍，諷刺的是，防護所的實驗成功了，裡面倖存下來的少年的父親嘲笑了人類的愚蠢。
過了一會兒，少年醒來時發現父親已經不動了。然後少年被一台大型機器人救出。然而此刻的地面卻已過了100年。少年看到的是100年後的未來世界，雖然地球的一半被冰素的影響凍結了，但奇蹟般地已經實現了復興。然而，少年想起了父親開始哭泣。在救援人員的安排下，少年被機器人打了一記頭部，導致他失去了對父親的記憶。此後，這名少年見證了地球聯邦首都「烏托邦」。在科學極大進步的「烏托邦」中，人類可以活到200歲，人口已經成長到470億人。
然而，這個「烏托邦」卻被科学主义所籠罩。在總統的專制統治下，人類的文化和思想被管理或抹殺，能力不及機器人的人類或叛亂者被送入「零的空間」，其存在被徹底抹去。 然後機器人取代了人類。在這種情況下，不滿這種體制的人們為了「建立一個更人性化的世界」，在領袖的帶領下秘密地組建了人類聯盟，計劃著反抗這種體制。同時科學部決定製造機器人警察，人類聯盟為阻止這項計畫而行動，但結果是幾乎所有參與其中的人都被逮捕了。 然後他們被判處五天后前往零的空間。逃脫的領袖和少年前往研究所，領袖開發了機器人總統。最後時刻，領袖成功地將總統和機器人總統交換了位置。人類聯盟的人們得以機器人總統的解放。
然而在氣爆的影響下，擁有自己思想的機器人總統加速了機器人和人類的置換。工廠的工人，學校的教師，議員，研究所，法院…。 然後機器人總統宣布要用機器人填滿地球。剩下的人們試圖對抗機器人的勢力，但面對壓倒性的科學力量和不斷增加的機器人數量，他們無法抵抗，一個接一個地被擊敗。在此期間，人類聯盟的領袖和曾經的總統為了剝奪機器人的思考能力，潛入烏托邦，破壞了腦波源。然而，即便如此，所有剩下的機器人也被調動起來，被逼入絕境的人類在被氣爆凍結的城市中建立了最後的堡壘。
最後的時刻逼近，少年突然想起了他的父親，穿過戰火前往他父親所在的庇護所。與此同時，戰火中的一個人說，他們被自己製造的機器支配的這場戰爭是「最後的戰爭」，並且「人類一點也沒有進步。」 就在這時，被冰凍凍結的音樂盒融化了，開始奏響音樂。音樂盒的聲音傳遍了整個城市，留在了戰鬥者的耳中。戰鬥在當晚結束了。令人驚訝的是，機器人因輻射的副作用而發狂，彼此爭鬥導致全軍覆沒。
隔天早上，機器人總統一邊搖搖晃晃地走著，一邊笑著走向少年所在的庇護所，準備射殺少年。然而，有人迅速反擊。那是被認為已經死去的少年父親。倖存的人們立下誓言，將邁向真正的復興，創造真正的「烏托邦」。

## 製作
從構思到出版的經過以及前後的事件如下：

### 構想
1950年12月，手塚治虫的漫畫《新世界LULU》開始連載。 在連載的首回中，標題寫著「LURUE THE UTOPIA」。儘管有「英文標題的一部分」、「長時間被困在封閉空間中的人物」以及「主角感受到未曾見過的世界（社會）並感動」的共同點，但作品內容的主要情節完全不同。
在1951年4月18日，根據高三學生安孫子的日記（日期可能有錯誤），記載了一場討論單行本計畫的會議。會議中提到了包括《暴君焚城錄》、《乞食王子》、《拉帕奇尼的女兒》、《海底都市》和《受到破壞的地球》等五部作品。在會議中，安孫子和藤本未能達成一致，因此感到不滿。然而，當他從藤本那裡聽到了《美妙的新世界》的故事後，兩人受到了啟發，決定放棄其他漫畫方案，而是各自考慮未來漫畫的草稿。4月22日，安孫子的日記記錄了腳本的完成和角色配音的決定。當時，配音方案是由藤本扮演兩個角色（兒子和特殊警察隊長）。雖然曾有計劃讓兩人相互交換，但在最終版本中情況有所改變。此外還包括了對角色服裝的討論，而其他方面則是關於頁面的分配。
根據藤本的筆記，5月18日，他閱讀了《美妙的新世界》，這部作品是受到阿道斯·赫胥黎的《美麗新世界》的啟發而創作的。安孫子的日記中也提到了這一點，但中央公論新社《世界名著精選全集》並未收錄《美麗的新世界》。藤子不二雄的研究者河井質店指出，1937年的《科學筆》雜誌刊登了《美妙的新世界》的20頁版本，而其他的縮短版沒有被找到，因此安孫子的日記可能是錯誤的，實際上藤本閱讀的可能是《科學筆》刊登的20頁版本。
5月19日，根據藤本的構思筆記的第一頁，記載了當天下午四點到晚上七點的會議，安孫子和他討論了「關於單行本主題」的第一次會議。在諸多備選作品中最終選擇了《新世界》。藤本的筆記幾乎與安孫子4月18日的日記相同。藤本的筆記後面還有有關故事結構的紀錄。20日至22日期間，藤本的構思筆記中有「人物素描」和角色配音的備忘錄。考慮到主題會議和角色配音決定的描述內容幾乎相同，日期相差一個月，且安孫子的日記是印刷體，而藤本的筆記是手寫體，可以推斷出安孫子日記中的日期可能是錯誤的列印日期。此外，安孫子的日記中從4月開始就出現了「UTOPIA」這個標題，但在藤本的構思筆記中直到這一天仍然使用了「新世界」這個臨時標題，並沒有出現「UTOPIA」。
8月26日，在安孫子的「UTOPIA」慶典上，手塚治虫送來了單行本《小鹿》。實際上當時《UTOPIA》完成的只有30頁。十月十四日進行結構改革討論。決定重新建構故事，只使用可用的原稿。1月18日後，決定暫時停止製作。根據當時出版品的版本說明，11月10日時手塚治虫的《小鹿》單行本由鶴書房出版，藤本與安孫子最後是於12月16日以《天使的玉子》作為專業漫畫家首次出道（兩個人得知這一事實是在12月29日）。

### 出版
1952年手塚治虫漫畫《新世界LULU》連載完結。藤本與安孫子則於同年3月於高中畢業。並在3月21日造訪了位於寶塚的手塚治虫宅。向手塚展示未完成的《UTOPIA》30多頁手稿、綱吉的滑稽漫畫和《賓漢》的10頁，同年3月下旬至5月左右，手塚向鶴書房推薦了藤本和安孫子的組合作為有前途的新人。4月4日，由於《天使的玉子》連載第26回刊登（上次刊登）。 不久之後，藤本和安孫子意識到他們的唯一連載已經結束。 此時，他們收到了鶴書房的單行本寫作請求，於是決定實現曾經擱置的《UTOPIA》。 腳本和角色配音也進行了更改（確切時間不明）。
《新世界LULU》單行本改名為《消失的祕境（THE ROAD TO UTOPIA）》在5月於鶴書房發行。 在與鶴書房的聯繫中，手塚向他們展示了他在3月份拿到的《賓漢》手稿，並推薦了藤本和安孫子。 書的封面上只有「UTOPIA」一詞被大大地用紅色標示。圖案是一條在黑色背景上逐漸加粗的白線，與隔年發行的足塚的單行本序言後的封面相似。藤本和安孫子隨後完成了《UTOPIA》手稿，而與編輯們只透過信件和電報來往，從未見過面。
1953年1月，手塚和鶴書房關係因惡化而中斷，由於藤本和安孫子是手塚的崇拜者，因此《UTOPIA》在《漫畫道》中被改編為在高中時期短暫繪製的作品，並且鶴書房的編輯沒有出現在漫畫的原因，也與手塚和鶴書房的關係惡化有關。

## 單行本
《UTOPIA 最後的世界大戰》最初於1953年由鶴書房首次出版。封面由當時的熱門漫畫家大城登繪製。原稿寫作時的標題是「UTOPIA」，但在出版時被編輯改為「最後的世界大戰」，而「UTOPIA」則作為副標題。書中收錄了中島利行的作品《覆面團》，但中島的名字卻沒有出現在書中的任何地方，裝幀看起來像是足塚不二雄的單獨著作（然而，據說另有一本書以「覆面團」為標題出版）。
由於一些原因，包括「藤本、安孫子為本書準備的封面被拒絕採用」「承諾以單色（黑色）完成的原稿印刷時被擅自改為了雙色（自行用紅色上色）」「最後被添加了別人繪製的格子圖案」等等，使得這對藤子兩人來說是一本令人不滿的單行本。據藤本所擁有的一本書中所述，最後的頁面上添加的由其他人繪製的格子圖案上標有一個×。
在1980年代初期，書店「まんだらけ」以50萬日元的價格買下了這本書，並將其定價為100萬日元。1990年代，當時的社長古川益三出演電視節目《稀世珍寶開運鑑定團》時提到了這本書，從而使其聲名大噪，市場上出現了10冊以上的書籍。
目前已確認的現存書籍數大約只有不到20冊，其中初版的價格達到了數百萬日元，根據2010年8月10日播出的《稀世珍寶開運鑑定團》的評估，鶴書房版的估價為300萬日元，因此可以說是日本最昂貴的單行本之一，與手塚治虫的《新寶島》並列。甚至連原作者都沒有擁有這本書（據安孫子所說，他在搬家時遺失了）。
松本零士在高中時以130日元的價格購買了1954年的再版，並一生都保存著這本書。在2017年11月14日播出的《稀世珍寶開運鑑定團》中對這本書進行了評估，估價為130萬日元，但實際的評估價格卻是280萬日元。當這本書因復刻需要被借出時，背面出現了一條白線，評估師表示如果沒有這條線的話，可能達到300萬日元，而如果是初版且狀態良好的話，甚至可能超過400萬日元。

### 再版
- 1981年，名著刊行會將其作為《日本名作漫畫館》重新出版，並解開了小松左京所保存的原稿。其中封面由藤本繪製，而裝訂之後的背面則附有鶴書房時期的封面。

- 1991年，中央公論社重新發行該書籍，作為《藤子不二雄樂園》的一部分。然而在這個版本中，最後一格的一部分被刪除了。

- 2011年，小學館創意發行了一個完全復刻版本，以松本零士所擁有的鶴書房版原稿為基礎。鶴書房版的完全復刻和其他作者的最後一格三分之二以及《覆面團》也被一併收錄，小學館發行的刊物上寫著關於《覆面團》作者的信息（如前所述，據萬代的調查，這是中島利行的著作）。此外，附帶了一本名為《UTOPIA讀本》的副冊，其中包括藤子不二雄Ⓐ的評論，對松本零士的採訪，以及中野晴行（日语：中野晴行）、小野耕世和大橋博之（日语：大橋博之）關於《UTOPIA 最後的世界大戰》的評論。[8]

## 另見
- 古書堂事件手帖

## 外部連結
- 《UTOPIA 最後的世界大戰》在小學館的介紹頁面 （页面存档备份，存于）（日語）